# Јевгениј Тарле
Јевгениј Викторович Тарле (рус. Евгений Викторович Тарле; Кијев, 27. октобар 1874 — Москва, 6. јануар 1955) је био руски и совјетски историчар, члан Академије наука Совјетског Савеза (1927).

## Биографија
Дипломирао на историјско-филолошком факултету Кијевског универзитета (1896). Од 1903—1917. је био приватни доцент Петроградског универзитета. Од 1913—1918. истовремено је професор универзитета у Јурјеву (Тарту). Од 1917. године професор Петроградског, а затим Лењинградског и Московског државног универзитета М. В. Ломоносова. Отада је живио у Москви.
1930-их био је подвргнут јавној критици као представник буржоаске науке и монархиста, али је после рехабилитован.
Члан је совјетске комисије за истраживање и кажњавање злочина немачко-фашистичких агресора (1942), Академије наука у Ослу, дописни члан Британске академије, почасни доктор на Сорбони и универзитетима у Брну, Ослу, Алжируу и Прагу.
Покопан је на Новодјевичјем гробљу у Москви.

## Важнија дела
- „Радничка класа у Француској у доба револуције“ (објављено 1909—1911) — докторска дисертација
- „Континентална блокада“ 1913.
- „Запад и Русија“ 1918.
- „Европа у епохи империјализма“ 1927
- „Кримски рат“
- „Наполеон“ 1936.
- „Поход Наполеона на Русију“ 1937.
- „Таљеран“ 1939.
- „Нахимов“ Архивирано на веб-сајту  (1. децембар 2007)
- „Адмирал Ушаков на Средоземном мору (1798—1800. г.)“
- „Експедиција адмирала Д. Н. Сењавина на Средоземном мору (1805—1807. г.)“ 1954
- „Северни рат и шведски поход на Русију“1958.
- Један је од аутора колективног рада „Историја дипломатије“ и редактор „Историје Новог века“ који су преведени и на српски језик.